# 藤澤由一
藤澤 由一（ふじさわ ゆういち、1983年11月1日 - ）は、日本のベーシスト・ツィター奏者・ダルシマー奏者。2002年の大学卒業後より活動を開始。

## 略歴
- 1983年
  - 山口県下関市で生まれる。
- 1993年
  - 小学校のブラスバンドでチューバを始める。
- 1997年
  - 中学生になり独学でギターを始める。
- 2002年
  - ベースに転向。リチャード・ボナのビデオを見て衝撃を受けワールドミュージックに興味を持つ。
- 2006年
  - ニューヨークへ移り住みプロとして活動を始める。「MECCA BODEGA」に加入。
- 2007年
  - NICKELなどニューヨークで活動するヒップホップアーティストのサポートやレコーディングに参加。
  - 「ブルーマングループ」に加入。と同時にジターを始める。
  - フロリダにて1ヶ月間の研修でジターの技術を取得、ジタリストとしてブルーマン東京公演の為帰国。
- 2008年
  - ROLLY、HISASHIと競演。旡にサポートメンバーとして加入。
- 2009年
  - 武田双雲と競演。エフェクターブランドWAXXのモニターになる。旡の正式メンバーになる。
  - ハンマーダルシマーを始める。DeKir Brothersを結成。
- 2010年
  - ワールドミュージックバンドHouribe LOU結成。

## ディスコグラフィー

### 参加作品
- NICKEL
  - 『The Journey of Plato the Orphan』【参加楽曲】 M-5 THE ISH, M-13 Brother Brother,

- Houribe LOU
  - 『Mebon』
- yuichi FUJISAWA
- 「Tsunoshima」
- 「Alight 」

### 雑誌
- 教育音楽 中学・高校版 2008年 10月号
- Player 2009年 09月号

## アーティスト・サポート活動
- Mecca Bodega
- NICKEL
- 旡
- ブルーマン
- DeKir Brothers
- Kai Petite
- 音速ライン
- TOKYO No.1 SOUL SET
- 渡辺俊美
- Diggy-MO'
- WONDER HEADZ
- Shingulou

| スタブアイコン | サブスタブ | この項目は、まだ閲覧者の調べものの参照としては役立たない、音楽関係者（バンド等）に関連した書きかけの項目です。この項目を加筆・訂正などしてくださる協力者を求めています（P:音楽/PJ:芸能人）。 |